# مپی‌پرازول
مپی‌پرازول (انگلیسی: Mepiprazole) مپیپرازول (INN, BAN) (با نام تجاری Psigodal) یک داروی ضد اضطراب از گروه فنیل‌پیپرازین با خواص ضد افسردگی اضافی است که در اسپانیا به بازار عرضه می‌شود. این دارو به عنوان یک آنتاگونیست گیرنده 5-HT2A و α۱-آدرنرژیک عمل می‌کند و بازجذب را مهار می‌کند و باعث آزاد شدن سروتونین، دوپامین و نوراپی‌نفرین می‌شود، و به عنوان یک آنتاگونیست RISA و بی سروتونین تاکپین توصیف شده‌است. کارآزمایی‌های بالینی کنترل‌شده مپی‌پرازول در بیماران مبتلا به سندرم روده تحریک‌پذیر (IBS) نیز انجام شد و برخی از مزایای این دارو را در تسکین علائم IBS در برخی بیماران پیشنهاد کرد. مشابه سایر فنیل پیپرازین‌ها مانند ترازودون، نفازودون و اتوپریدون، مپیپرازول mCPP را به عنوان یک متابولیت فعال تولید می‌کند.

## همچنین ببینید
- آکاپرازین
- انپی‌پرازول
- لورپی‌پرازول
- تولپی‌پرازول